# Markus Hartwig Holler

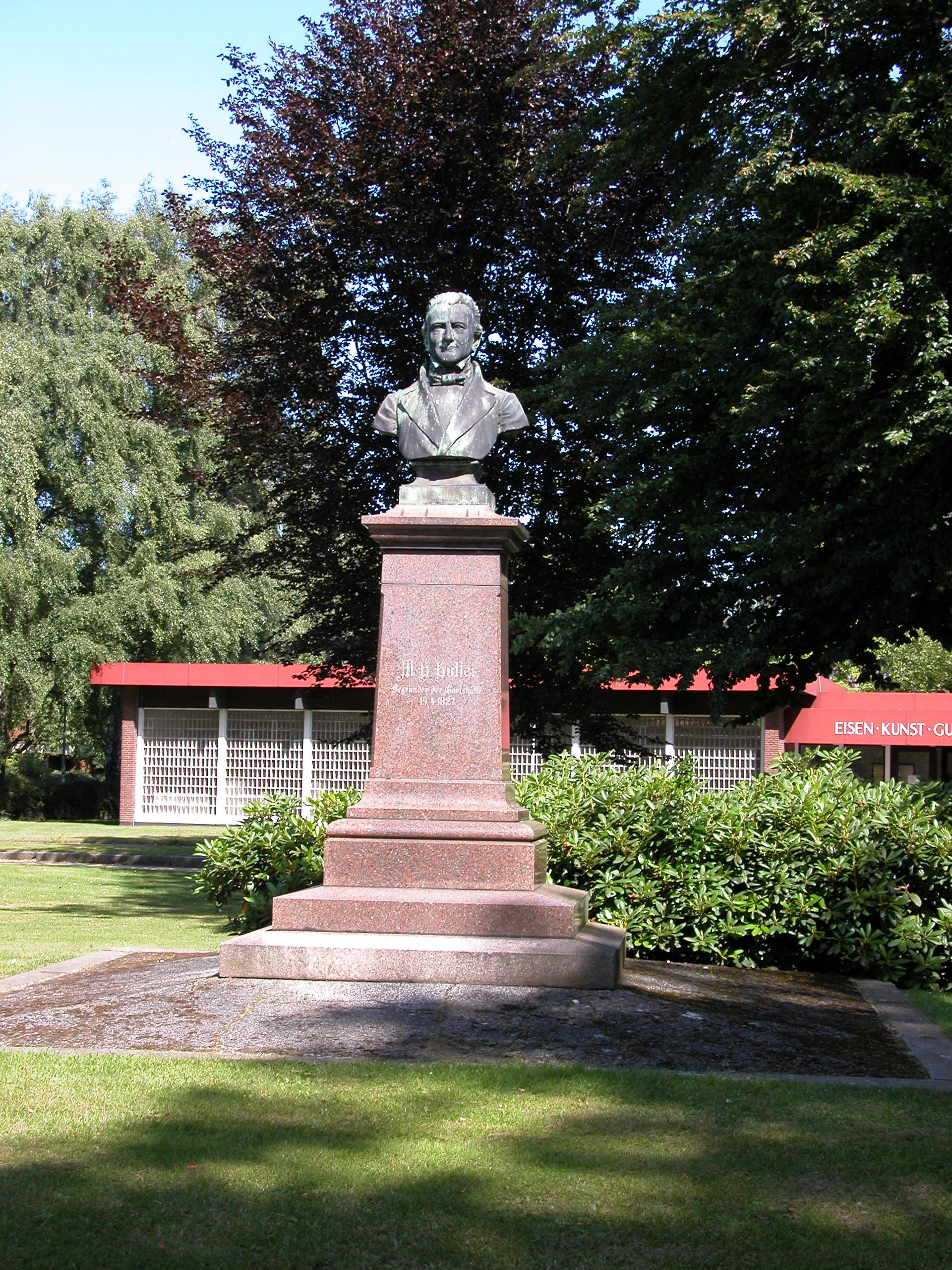
Denkmal für Markus Hartwig Holler auf dem Gelände des Eisenkunstgussmuseums Büdelsdorf

Markus Hartwig Holler (* 22. September 1796 in Rendsburg; † 1. Juli 1858 in Büdelsdorf) war ein deutscher Fabrikant. Mit der  Büdelsdorfer Carlshütte gründete er den ersten industriellen Großbetrieb in den Herzogtümern Schleswig und Holstein.

## Leben und Wirken
Markus Hartwig Holler war ein Sohn von Hartwig Holler (* 26. Juni 1748 in Heiligenstedten; † 5. September 1807 in Altona) und dessen Ehefrau Catharina Margarethe, geborene Berens (* um 1763 in Wacken; † 25. Januar 1831 in Rendsburg). Die Eltern hatten am 5. April 1780 geheiratet. Der Vater war ein Rendsburger Bürger und arbeitete als Zimmermeister und Holzhändler zusammen mit seinem Bruder Johann Holler am Eiderkanal. Auch der Großvater mütterlicherseits war ein „Zimmermeister am Kanal“.
Von 1814 bis 1817 machte sich Holler in Kopenhagen und Schweden mit dem Holzhandel vertraut. Während der Zeit in Schweden lernte er Eisenhütten kennen und verstand, wie bedeutend Erzverhüttung und Eisenguss für die beginnende Industrialisierung waren. 1817 kehrte er in die Heimat zurück, baute die nach dem Tod des Vaters zehn Jahre zuvor ruhende Holzhandlung neu auf und wurde ein vermögender Bürger. Somit konnte er ein Hüttenwerk in Rendsburg eröffnen. Für dieses Vorhaben bot der Standort die wichtigsten Grundlagen: das Umland bot Abbaumöglichkeiten für Torf und Raseneisenerz und der Eiderkanal einen Verkehrsweg. Hinzu kam, dass die dänische Regierung die Industrie der Region unterstützte, um den notleidenden Einwohner zu helfen.
Holler erhielt, unterstützt von dem königlichen Statthalter der Herzogtümer Karl von Hessen-Kassel, ein weitreichendes königliches Privileg und wurde von dem Landgrafen beinahe freundschaftlich unterstützt. Am 19. April 1827 begann am Nordufer der Obereider der Bau des Eisenwerkes. Am 22. Januar 1828 nahm die nach Carl von Hessen benannte Carlshütte den Betrieb auf. Es handelte sich um das erste derartige Unternehmen in Dänemark und den Herzogtümern, das sich bis Mitte des Jahrhunderts zu einem der produktivsten Eisenwerke Norddeutschlands entwickelte. Da sich die Verhüttung von Raseneisenerz als unwirtschaftlich erwies, stellte Holler den Betrieb bald auf Gusseisen um. In den 1830er Jahren erweiterte er sein Eisenwerk um eine Eisenkunstgussabteilung. Zusätzlich richtete eine Leimsiederei und eine Geflügelzucht ein. 1843 kaufte er 150 Hektar Moorland im Dellstedter Birkwildmoor, um dort Torf abbauen zu lassen.
Holler galt als zielstrebiger und geschickter Unternehmer, der sich in größerem Umfang sozialen Belangen annahm. Er bot Sozialleistungen, die andere Unternehmen erst Jahrzehnte später einführten. Als 50 Jahre später das deutsche Sozialversicherungswesen entstand, wurde die Carlshütte als Erfahrungsgrundlage herangezogen. 1833 schuf Holler eine Betriebskrankenkasse mit Arbeitgeber-/Arbeitnehmeranteil. Ab 1838 bot sie freie Heilfürsorge an. 1840 gründete er eine Pensionskasse, die er subventionierte. 1842 richtete er die nach seiner Frau benannte Wohnsiedlung „Marienstift“ ein, eine der frühsten Werksiedlungen in Deutschland. Auch die Frauen der Hüttenarbeiter beschäftigte er mit Heimarbeit wie Weberei, Draht- und Strohflechterei. Ebenfalls engagierte er sich für die Verbesserung der Volksbildung. Er gehörte zu den Gründern der 1842 gegründeten „Höheren Volksschule“ in Rendsburg, an der vor allem Bauernsöhne eine allgemeine Bildung erwerben sollten, die sie für andere Berufe jenseits der Landwirtschaft befähigte. Diese Schule musste bereits 1849 ihre Arbeit wieder einstellen. Für die von 1845 bis 1856 bestehende Landwirtschaftliche Lehranstalt in Oersberg spendete er in seinem Betrieb hergestellte landwirtschaftliche Geräte und Maschinen.
1847 baute Holler neben der Carlshütte eine Werft, in der Schiffe entstanden, deren Größe sich nach am Eiderkanal orientierte. Schon während dieser Zeit überlegte er, den Kanal auszubauen und eine Verbindung zur Elbe zu schaffen. Gemeinsam mit den Brüdern Ernst Johann Friedrich von Christensen und Karl A. H. Christensen erarbeitete er Konzepte, die 1848 bspw. auf der Frankfurter Nationalversammlung vorgestellt wurden. Die folgenden Jahre bedeuteten für die Carlshütte eine schwere Belastung: Während der Schleswig-Holsteinischen Erhebung wurde das Werkgelände in die Festung Rendsburg integriert und in die Werkstätten wurden Soldaten einquartiert. Bei der auf die Erhebung folgenden Verwaltungsreform wechselte Büdelsdorf, das bisher zum Herzogtum Holstein gehört hatte, zum Herzogtum Schleswig. Für Waren, die nach Holstein ausgeführt werden sollten, musste nun Zoll gezahlt werden.
In den 1850er Jahren gründete Holler das „Rendsburger Kanal-Komitee“, dessen Arbeiten er größtenteils selbst finanzierte. Das Komitee erarbeitete den „technischen Bericht zur Herstellung einer Wasserstraße für Kriegs- und Handelsschiffe von der Ostsee nach der Elbe“. Dieser wurde dem König Preußens vorgelegt.
Holler kann mit der Gründung der Carlshütte als Pionier angesehen werden. Der Aufbau gelang ihm trotz zahlreicher Probleme, Neid und Missgunst. Er hatte Konflikte mit unflexiblen staatlichen Behörden und über Jahrzehnte mit dem Zunftzwangsdistrikt in Rendsburg. Aufgrund seiner Leistung wurde er im Jahr 1827 nach dem ersten königlichen Besuch der Carlshütte zum „kgl. Agenten“ (Kommerzienrat) und 1829 zum Ritter vom Dannebrog ernannt.

## Familie
Am 10. Dezember 1819 heiratete Holler in Büdelsdorf Maria Friederike Bruhn (* 1. Oktober 1794 in Flensburg; † 31. Januar 1829 in Rendsburg). Ihr Vater Peter Bruhn (* 7. November 1751 in Flensburg; † 14. April 1808 Flensburg) war ein Flensburger Bürger und Gastwirt. Er war verheiratet mit Magdalena, geborene Paulsen (* 23. Mai 1760 in Flensburg; † 17. Mai 1810 Flensburg). Das Ehepaar Holler hatte einen Sohn namens Hartwig Peter (1821–1891).